# 杨明洋
杨明洋（英語：Ming-yang Yang，1995年7月11日—），是一名中国职业足球运动员，现效力于中超球队成都蓉城，司职中场。

## 早期生涯
杨明洋在1995年出生于瑞士巴塞尔，他的父亲杨志宏来自中华人民共和国湖北省武汉市，他毕业于同济医科大学，1987年前往瑞士巴塞尔大学，并在1991年取得医学博士学位，之后获得瑞士国籍，现在是瑞士弗里堡大学的生理学教授。杨明洋自幼开始接触足球，在6岁时进入弗里堡青训队开始职业足球训练。2011年，他转会到纳沙泰尔，在球队破产重组后转投另一支瑞士超球队洛桑体育。

## 俱乐部生涯
2013年夏季，杨明洋被提升进入洛桑体育的一线队。2013年7月14日，在他18岁生日后的第三天，杨明洋在2013/14赛季瑞士超级联赛第一轮洛桑体育客场0比2不敌卢塞恩的比赛首发并踢满全场，上演职业生涯的首秀。